# کویر ابرکوه
کویر اَبَرکوه یا کویر ابرقو بخشی است از فرورفتگی شرق زاگرس در مرکز ایران. این کویر در ۲۰ کیلومتری شرق شهرستان ابرکوه واقع شده‌است. این کویر از غرب به کوه گینه علی، از جنوب غربی به کوه‌های پوزه سیاه و حوض سفید، از جنوب به کفه بدر شیراز، از شرق به کوه چاه زرد و از شمال به جاده ابرکوه - تفت محدود می‌شود.
کویر ابرکوه آب اصلی خود را دو رودخانه موجود در حاشیه شمال غربی و رودخانه‌های دیگری که از حاشیه جنوب شرقی وارد کویر می‌شوند دریافت می‌کند. قسمت اعظم این کویر را نمکزار با فرورفتگی‌های پراکنده فرا گرفته‌است. خاک‌های رسی باد کرده قسمت اعظم بخش جنوبی شرقی را فرا گرفته‌است و به صورت نوار کل نمکزار را در قسمت‌های دیگر دربر گرفته‌است. در حاشیه شمال غربی در حد فاصل خاک‌های رسی و نمکزار باتلاق قرار دارد. باتلاق‌ها به صورت نوار پهنی حاشیه شمال غربی کویر را می‌پوشاند که رفتن به این کویر بدون راهنما فوق‌العاده خطرناک است.

## راه‌های ورود به منطقه
مسیر اول مسیر جاده ابرکوه به تفت و جاده خاکی مزرعه آخوند می‌باشد.
مسیر دوم مسیر ابرکوه به مهرآباد و سپس جاده خاکی اسفندآباد می‌باشد.